# Acaena ovalifolia
Acaena ovalifolia är en rosväxtart. Acaena ovalifolia ingår i släktet taggpimpineller, och familjen rosväxter.

## Underarter
Arten delas in i följande underarter:
- A. o. chamaephyllon
- A. o. ovalifolia

## Bildgalleri

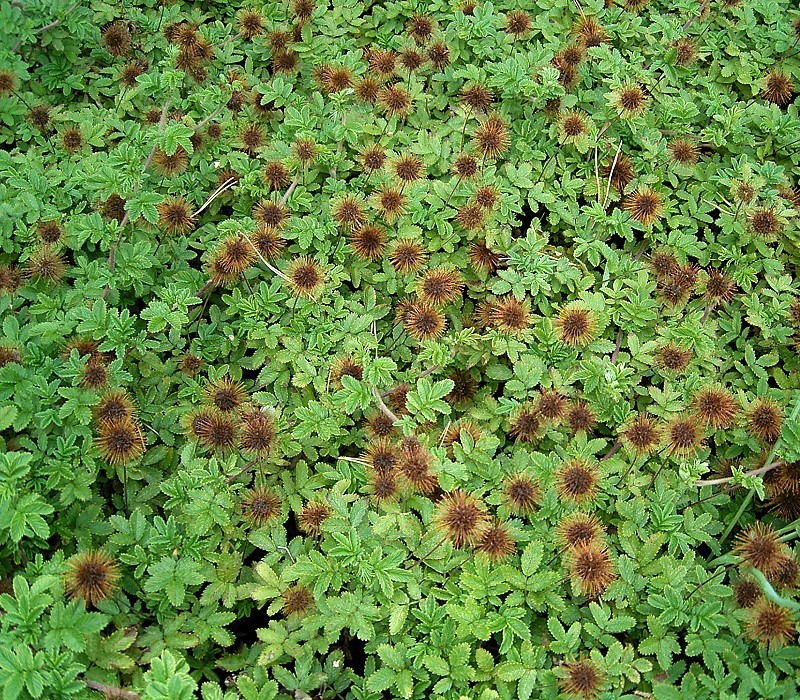
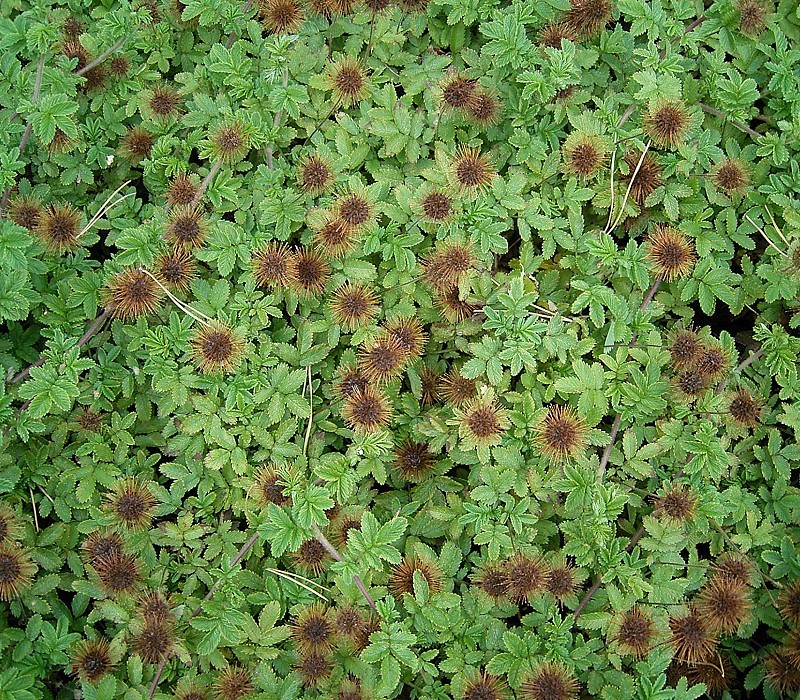
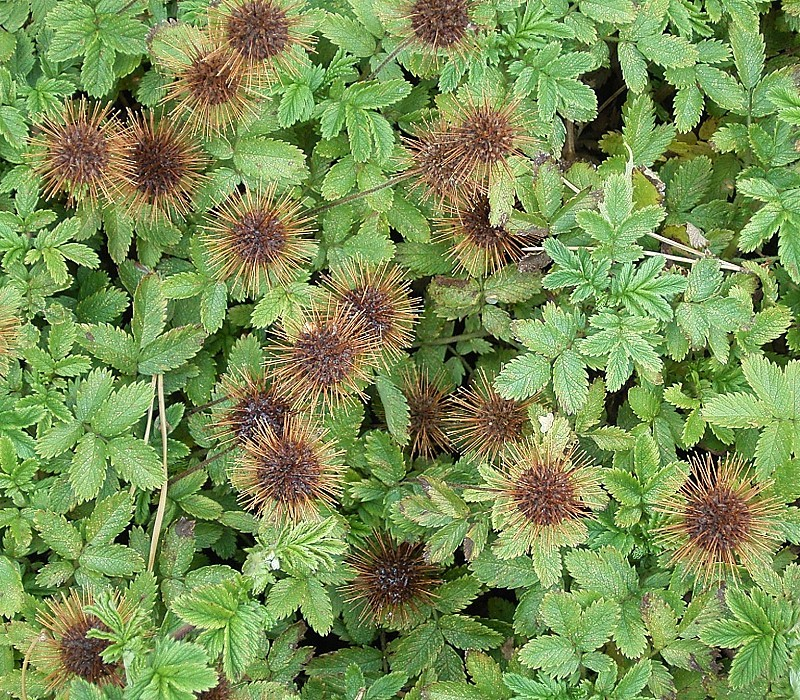
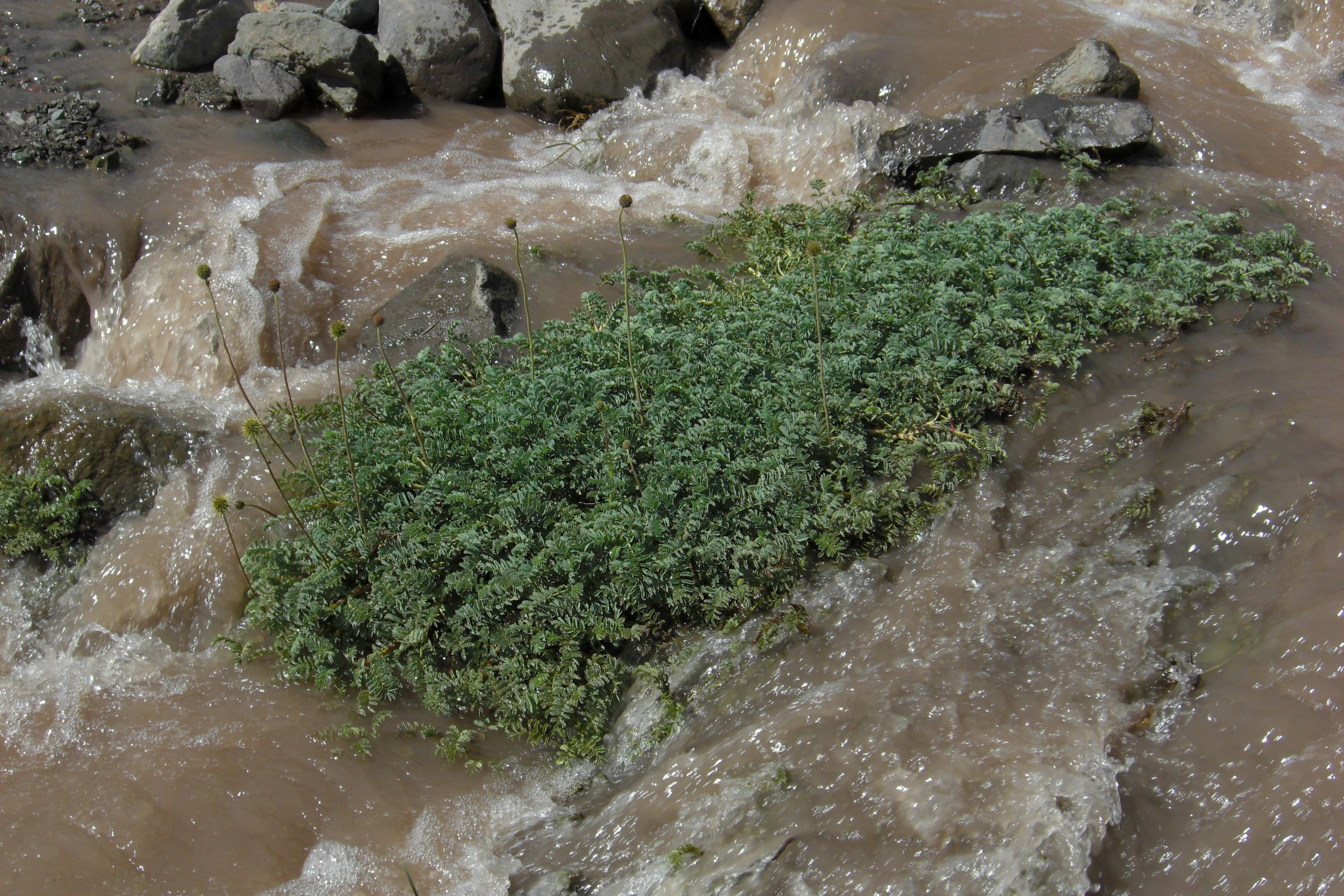